# Arrenurus superior
Arrenurus superior är en kvalsterart som beskrevs av Marshall 1908. Arrenurus superior ingår i släktet Arrenurus och familjen Arrenuridae. Inga underarter finns listade i Catalogue of Life.